# 李景俭
李景儉（?—?），字寬中。唐朝宗室、官员、詩人。
唐睿宗玄孙，漢中王李瑀之孫。父李褚（一名栯），官太子中舍。貞元十五年（799年）進士，歷任諫議大夫。貞元末，韋執誼、王叔文在太子東宮執事，對他頗重視。永貞元年（805年）八月，唐憲宗李純即位，韋執誼等八人先後被貶，李景俭因為守喪未遭波及，官至少府少監。
娶韦氏，生女李挂，嫁京兆韦某。